# EIF3D
EIF3D‏ (Eukaryotic translation initiation factor 3 subunit D) هوَ بروتين يُشَفر بواسطة جين EIF3D في الإنسان.